# Pinnekjøtt
Pinnekjøtt je norský pokrm z jehněčích žeber servírovaný zpravidla v období Vánoc. K přípravě se užívá žeber, jež byla sušena, nasolena, případně také uzena, a následně máčena ve vodě, aby byla zbavena většiny soli. Jako příloha se podává především kålrabistappe – tuřínová kaše a brusinkový džem a pokrm se zapíjí akevittem. Někdy se jako příloha podávají i vařené brambory, klobása, zelené fazolky, regionálně i masová moučka se sirupem. Nejstarší doklady o přípravě pinnekjøttu pochází z 18. století, ale pravděpodobně je tento pokrm starší.
Pinnekjøtt je typický především pro západní Norsko, o Štědrém večeru jej konzumuje 76 % jeho obyvatel, zatímco ve východním Norsku jen 14 %. Pokrm je však i ve východním Norsku stále oblíbenější a často je podáván v jiný vánoční den. Na severu Norska je pinnekjøtt na Štědrý večer podáván u 26 % obyvatel, ale až 64 % jej konzumuje během Vánoc.